# Orlove Pole, Bratske
Orlove Pole (în ucraineană Орлове Поле) este un sat în comuna Hrîhorivka din raionul Bratske, regiunea Mîkolaiiv, Ucraina.

## Demografie
Componența lingvistică a localității Orlove Pole
     Ucraineană (85%)
     Rusă (8,75%)
     Română (3,75%)
     Belarusă (1,25%)
Conform recensământului din 2001, majoritatea populației localității Orlove Pole era vorbitoare de ucraineană (85%), existând în minoritate și vorbitori de rusă (8,75%), română (3,75%) și belarusă (1,25%).